# Somos (canal de televisión)
Somos es un canal de televisión por suscripción español propiedad de AMC Networks International Southern Europe, y dedicado al cine español popular. Su programación se centra en el cine español clásico desde principios del siglo XX hasta el año 2011.

## Historia
En junio de 2005, se anunció la llegada en septiembre de un nuevo canal de Factoría de Canales (antiguamente llamada Mediapark) llamado Somos, y que se dedicaría a la emisión de películas españolas, una temática similar a la del canal DCine Español.
En septiembre de ese mismo año, cuando estaba prevista la puesta en marcha del canal, no pasó lo previsto. Se informó con más exactitud los contenidos que el canal ofrecería, pero también de que iniciaría sus emisiones el 1 de noviembre debido a un retraso en el proyecto del canal. Se detalló que el canal estaría disponible en un principio en operadores de cable históricos y en operadores nacionales, como ONO (actualmente Vodafone TV).
En agosto de 2006, Teuve decide incorporar sus 4 canales de cine que produce, incluyendo Somos, a la oferta de Movistar TV (actualmente Movistar+). En septiembre de 2015 el operador Movistar+ decidió retirar el canal de su oferta en favor de su propio canal DCine Español
El 1 de octubre de 2015 el canal se incorporó al dial 45 del operador vasco Euskaltel, además incorporó al dial 46 el multiplexado +2h, que permite ver el canal con 2 horas de diferencia. 
El 2 de julio de 2019, Vodafone TV incorporó a su oferta la señal en alta definición del canal.
Desde el 30 de abril de 2020, el canal está disponible en Orange TV.
El 14 de octubre de 2021, el canal volvió a incorporarse a Movistar+ en el dial 104. En marzo de 2022 se trasladó al dial 76 para posteriormente, pasar al dial 27 el 2 de junio del mismo año. El 31 de diciembre de 2024 dejó de emitir junto a otros 13 canales de AMC, en Movistar Plus+
En este canal participa Enrique Cerezo Producciones Cinematográficas y Video Mercury Films.